# ヤマナサウルス
ヤマナサウルス(学名 Yamanasaurus 「ヤマナ(発見場所)のトカゲ」の意味)は、エクアドルリオプラヤス累層から発見され、後期白亜紀カンパニアン期からマーストリヒチアン期に生息していたティタノサウルス類の恐竜の属。ヤマナサウルスはこの「ヤマナサウルス・ロジャエンシス」の一種のみ知られており、また2019年に記載された恐竜の一種。

## 概要
エクアドルの恐竜としては、初めて正式に記載された恐竜。ペルーとの国境から少し離れたエクアドル南部で2017年に上腕骨、尺骨、脛骨、2仙椎、尾骨の断片からなる化石が発見された。サルタサウルスに近い種と考えられている。推定全長は約6メートルから7メートルだが、化石が断片的なものしか発見されていない為、正確な全長は不明。